# Янаки Янев
Янаки (Наки) Янев (Анев), наричан Лавчанчето и Кичевски, е български революционер, кичевски войвода на Вътрешната македоно-одринска революционна организация.

## Биография
Роден е в кичевското село Лавчани, което тогава е в Османската империя. През октомври 1897 година влиза в първата кичевска чета на ВМОРО на Дуко Тасев. През лятото на 1901 година пристига в Поречието начело на чета от пет души, подготвена от Сръбската пропаганда. ВМОРО проследява четата и е посрещната от битолския началник Никола Русински, който им предлага да влязат в организацията и Янев и вторият войвода Арсо Мицков приемат.
Янев става войвода в Дебърско. Негови четници са помощникът му Максим Ненов, Павел Караасанов и Кръстьо Асенов.
Янев е делегат на Смилевския конгрес, който го определя за кичевски районен началник. През Илинденско-Преображенското въстание дава сражение на планината Душегубица. След въстанието е сред малкото войводи останали в района си. До 1907 година е дебърски войвода, след което емигрира в България и се установява в София на лечение.
След Младотурската революция се връща в Македония. През септември 1910 година по време на обезоръжителната акция на младотурците е арестуван, бит до припадък и отведен в Кичево, за да бъде съден от военнополеви съд.
Участва в Балканската и Междусъюзническата войни като доброволец в Македоно-одринското опълчение. Служи в 1 рота на 11 сярска дружина и в Сборната партизанска рота на МОО. Носител е на кръст „За храброст“ ІV степен. През 1917 година подписва Мемоара на българи от Македония от 27 декември 1917 година.